# Korsedderkop
Korsedderkoppen (Araneus diadematus) er en 10-12 millimeter stor edderkop i familien hjulspindere. Den har et lyst mønster på oversiden, der ligner et kors. Korsedderkoppen er en af Danmarks største edderkopper og er almindelig i haver, parker og skove, hvor den anlægger sit fangnet i lave træer, buske og kraftig urteagtig vegetation.

## Spind og bytte
Korsedderkoppen hører til hjulspinderne, der spinder hjul-formede net, som de fanger deres bytte i. Nettet kan være helt op til 50 cm højt og 40 cm bredt. Nettet består af et centrum af tørre tråde (forstærkningsspiralen), herom omkring 30 spiralsnoede, klæbrige tråde og yderst rammetrådene, der danner en 4- eller 5-kantet ramme. Desuden findes i gennemsnit omkring 35 radier, der forbinder de øvrige tråde. Fra netcentret trækkes en kraftig tråd, signaltråden, til edderkoppens opholdssted, retræteposten, der normalt er under et blad eller to sammenspundne blade.
Hvis et insekt kommer i nettet kan vibrationerne mærkes gennem signaltråden, hvorefter edderkoppen straks bevæger sig ind til centret. Fra centret kan edderkoppen afgøre, hvor insektet befinder sig. Byttet lammes ved et bid med giftkrogene og i de fleste tilfælde spindes det ind i silke. Byttet bæres herefter til netcentret og undertiden videre til retræten. Udsugningen af insektet foregår et af disse steder.

## Parring
Parringen foregår hen på sommeren. Hannen lokaliserer med sin føle- og lugtesans et net, der tilhører en hun. Herefter spindes en sikringstråd fra et punkt i en vis afstand af nettet og hen til en rammetråd. Herfra udsender hannen nogle vibrationer i nettet. Hvis hunnen er parringsvillig, reagerer hun helt anderledes på disse vibrationer end på et byttes vibrationer. Hvis hun ikke er parringsvillig nærmer hun sig hannen ligesom på vej til et bytte. Dette registreres imidlertid af hannen, som lader sig falde i sin sikringstråd, for at komme væk.
Som hos de fleste hjulspindere er hunnen meget større end hannen og der foregår jævnligt kannibalisme i forbindelse med parringen. Studier af edderkoppers parring er dog foretaget i lys, og da edderkoppers parringer oftest foregår i mørket, kan det tænkes, at forekomsten af kannibalisme er overvurderet.

## Æglægning og unger
De 300-800 æg lægges i september eller oktober i et passende skjulested, f.eks. under løs bark eller i en sprække i et plankeværk. Ægspindet har form af en halvkugle og er spundet af grove gule tråde. Hunnen bliver ved ægspindet, indtil hun dør nogen tid senere. Ungerne kommer frem året efter sidst i maj. De holder sammen i den første tid i en kugleformet klump, men skilles nogle dage senere. De spinder nu hver deres lille hjulspind, der er opbygget på samme måde som de voksnes. I løbet af den første sommer vokser de stærkt, men bliver ikke kønsmodne. De overvintrer og bliver fuldvoksne og kønsmodne hen på sommeren det følgende år.